# انتونی مک‌پارتلین
انتونی مک‌پارتلین (انگلیسی: Ant McPartlin؛ زادهٔ ۱۸ نوامبر ۱۹۷۵) مجری تلویزیون، کمدین، خواننده، بازیگر، و بازیگر تلویزیون اهل بریتانیا است. وی از سال ۱۹۸۷ میلادی تاکنون مشغول فعالیت بوده‌است.
از فیلم‌ها یا برنامه‌های تلویزیونی که وی در آن نقش داشته‌است می‌توان به در واقع عشق اشاره کرد.